# Йорг Фаузер
Йорг Крістіан Фа́узер (Jörg Christian Fauser; нар. 16 липня 1944, Бад-Швальбах, Таунус — 17 липня 1987, Мюнхен) — німецький письменник і журналіст.

## Біографія
Народився 16 липня 1944 року в Бад-Швальбаху. Батько — художник Артур Фаузер, мати — акторка Марія Разум. Закінчив гімназію імені Лессінга у Франкфурті. Студіював етнологію та англістику у Франкфуртському університеті. Після закінчення університету перебвав у Стамбулі та Лондоні. Після перших не надто успішних літературних проб працював співробітником Франкфуртського аеропорту та нічним сторожем.
Його творчість була позначена впливом Біт-покоління. Фаузер у своїх текстах часто стигматизував вживання наркотиків (зокрема героїну) та надмірне споживання алкоголю. На початку 1970-их років разом з Карлом Вайсснером заснував два альтернативні часописи UFO і Gazolin 23, де публікувалися твори Вільяма Барроуза, Аллена Гінзберга та перші німецькі переклади Чарлза Буковскі. З 1974 року працював журналістом у Мюнхені.
Останні книжки Фаузера були написані в жанрі детективних романів, серед них роман «Сніговик» (Der Schneemann, 1981), який 1985 року був екранізований німецьким режисером Петером Брінгманном.
Загинув від наїзду вантажівки, коли в стані алкогольного сп'яніння переходив автобан під Мюнхеном.

## Твори
- 1971: Aqualunge. Ein Report. Udo Breger Göttingen
- 1972: Tophane. Maro, Gersthofen
  - Neuauflage 2011: Tophane. Illustriert von Robert Schalinski. Moloko print, Schönebeck
- 1973: Die Harry Gelb Story. Maro, Gersthofen
- 1977: Open end. Fünf Gedichte. King Kong Press, München
- 1978: Marlon Brando. Der versilberte Rebell. Monika Nüchtern, München
- 1978: Der Strand der Städte. Eduard Jakobsohn, Berlin
- 1979: Alles wird gut. Rogner & Bernhard, München
- 1979: Requiem für einen Goldfisch. Nachtmaschine, Basel
- 1979: Trotzki, Goethe und das Glück. Rogner & Bernhard, München
- 1981: Der Schneemann. Rogner & Bernhard, München
- 1982: Mann und Maus. Rogner & Bernhard, München
- 1984: Blues für Blondinen. Ullstein, Frankfurt am Main/Berlin/Wien
- 1984: Rohstoff. Ullstein, Frankfurt am Main/Berlin/Wien
- 1985: Das Schlangenmaul. Ullstein, Frankfurt am Main/Berlin/Wien
- 1987: Kant. Heyne, München
- 1992: Blues in Blond. Songs und Balladen. Gemeinsam mit Achim Reichel und Elfi Küster. Luchterhand Literaturverlag, Hamburg
- 1993: Ich habe eine Mordswut. Briefe an die Eltern 1957—1987. Paria, Frankfurt am Main 1993
- 2003: Lese-Stoff. Von Joseph Roth bis Eric Ambler. Neue Kritik, Frankfurt am Main.